# Mekdes Woldu
Mekdes Woldu (en tigrinya : መቅደስ ወልዱ), née le 20 octobre 1992 en Érythrée, est une athlète érythréenne naturalisée française.

## Carrière
Elle termine huitième du 5 000 mètres aux Jeux africains de 2011 à Maputo.
Naturalisée française le 26 mai 2021,, elle remporte cette année-là les Championnats de France du 10 000 mètres à Pacé, les Championnats de France de 10 kilomètres à Langueux et les Championnats de France de semi-marathon aux Sables-d'Olonne.
Elle remporte la course Marseille-Cassis (20 kilomètres) le 31 octobre 2021 chez les seniors féminines en 1 h 13 min 24 s.
Le 11 décembre 2022, elle bat le record de France de semi-marathon à Malaga en 1 h 08 min 27 s détenu jusque-là par Christelle Daunay.
Le 23 avril 2023, elle participe à son premier marathon, le marathon de Hambourg (Allemagne), qu'elle termine en 2 h 26 min 34 s, la classant à la 9e place. Elle réalise ainsi la troisième meilleure performance française de tous les temps sur marathon, obtenant au passage les minima pour les championnats du monde de Budapest (26 août 2023) et les Jeux olympiques de Paris 2024.
En juin 2024, elle officialise son parrainage de la Base Aérienne 705 de Tours. Elle découvre à cette occasion le travail des aviateurs de l'Armée de l'Air et de l'Espace.
Le 16 mars 2025, elle bat le record de France féminin du marathon à Barcelone, en 2 h 23 min 13 s.
Le 3 mai 2025, elle bat le record de France féminin du 10km à Tokyo en 31 mn 01s.

## Palmarès national
| Compétition                             | Épreuve       | Lieu            | Date              | Résultat |
| --------------------------------------- | ------------- | --------------- | ----------------- | -------- |
| Championnats de France du 10 000 mètres | 10 000 m      | Pacé            | 29 août 2021      | 1re      |
| Championnats de France du 10 kilomètres | 10 km         | Langueux        | 4 septembre 2021  | 1re      |
| Championnats de France de semi-marathon | Semi-marathon | Sables d'Olonne | 19 septembre 2021 | 1re      |
| Championnats de France du 10 000 mètres | 10 000 m      | Pacé            | 28 mai 2022       | 1re      |

## Palmarès international
| Compétition                                    | Épreuve       | Lieu         | Date              | Résultat |
| ---------------------------------------------- | ------------- | ------------ | ----------------- | -------- |
| Championnats du monde juniors de cross-country | Cross country | Punta Umbría | 20 mars 2011      | 14e      |
| Jeux Africains                                 | 5 000 m       | Maputo       | 11 septembre 2011 | 8e       |

## Records personnels
| Épreuve       | Performance          | Lieu      | Date             |
| ------------- | -------------------- | --------- | ---------------- |
| 1 500 m       | 4 min 19 s 97        | Bron      | 15 juin 2019     |
| 2 000 m       | 6 min 4 s 77 (NR)    | Montreuil | 19 juin 2018     |
| 3 000 m       | 9 min 13 s 32        | Grenoble  | 22 mai 2022      |
| 5 000 m       | 15 min 18 s 77       | Vienne    | 17 juin 2023     |
| 10 000 m      | 32 min 11 s 72       | Pacé      | 28 mai 2022      |
| 5 km          | 15 min 16 s          | Malaga    | 24 avril 2022    |
| 10 km         | 31 min 1 s (NR)      | Tokyo     | 3 mai 2025       |
| 20 km         | 1 h 6 min 36 s       | Paris     | 8 octobre 2023   |
| Semi-marathon | 1 h 8 min 27 s (NR)  | Malaga    | 11 décembre 2022 |
| Marathon      | 2 h 23 min 13 s (NR) | Barcelone | 16 mars 2025     |